# 悦般

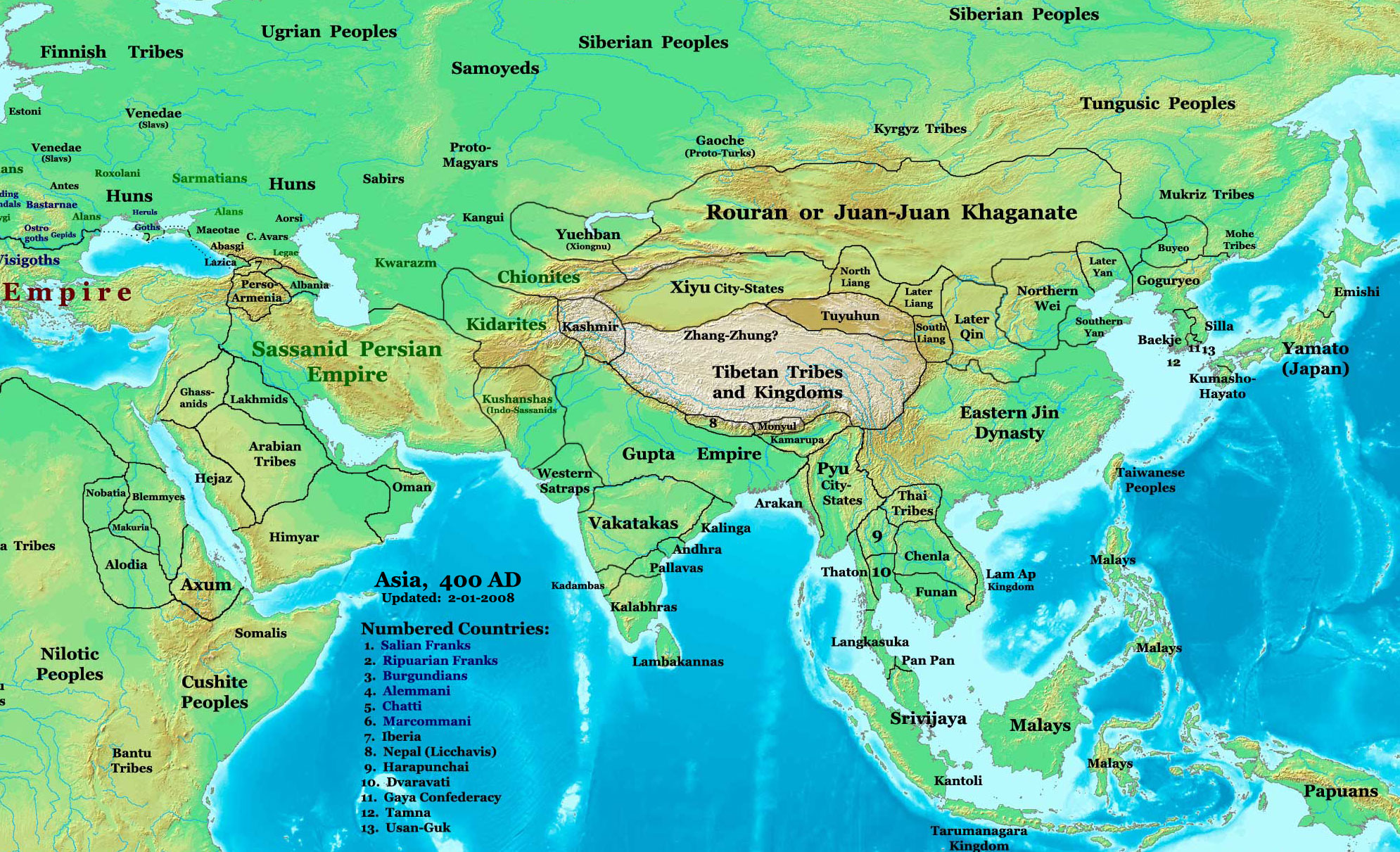
5世紀初頭、悦般と周辺諸国　Yuehban＝悦般、Rouran or Juan-Juan Khaganate＝柔然、Kidarites＝キダーラ朝、Xiyu City-Sutates＝西域諸国

悦般（呉音：えちはん、漢音：えつはん、拼音：Yuèbān）は、5世紀に中央アジアに存在したテュルク系遊牧国家。北匈奴の子孫で、のちにエフタルになったとされる。

## 歴史
悦般の祖先は、北匈奴単于の部落である。永元3年（91年）、後漢の車騎将軍の竇憲に放逐された北単于は金微山を渡り、康居に西走した。その他、体が弱くて遠くに移住できない者は亀茲の北に住んだ。
やがて康居に逃れた北単于一行の子孫は悦般国を建てる。領土は数千里、人口は20数万人。涼州人は北魏時代になっても悦般王を「単于王」と呼び続けたという。
泰常8年（423年）頃、柔然と好を結ぶため、悦般王は数千人を率いて柔然に入り、柔然可汗の大檀に謁見しようとした。しかし、その国境百余里に入ったところで、その部人の洗濯されていない衣服、結われていない髪、手を洗わないところ、婦人が舌で食器を舐めているところなどを見て、悦般王はその従臣に「汝の仲間は我にこの狗国（犬のような国）の中に入れと申すのか！」と言い、馳せ還った。大檀は騎を遣わしてこれを追ったが追いつけなかった。これによりお互いは仇敵となり、何度か征討し合った。
太平真君9年（448年）6月、悦般国は北魏に遣使を送って朝献した。悦般国はこの年に2回北魏に遣使を送って朝貢し、北魏軍と東西から柔然を挟撃することを求めた。太武帝はその意に喜び、8月、内外の諸軍に戒厳令を布かせ、淮南王拓跋他を前鋒とし、柔然を強襲させた。太武帝は詔を下してその鼓舞の節を楽府において施した。これ以後、悦般国は毎回北魏に貢献するようになる。
この後の悦般国の行方は不明だが、エフタルになったとする説がある。

## 習俗
悦般国の風俗・言語は高車と同じ（古テュルク語）で、そこの人々は胡人のなかでも清潔である。髪を眉のところで切りそろえ、醍醐（だいご：ヨーグルトの類）を塗って光沢を出し、一日に三回洗い、然る後に飲食する。

## 地理
烏孫の西北（現在のカザフスタン）に在って、代を去ること10930里。悦般国の南界には火山があり、山の傍の石は燋鎔していて、数十里も流れて凝固している。人々はこれを取って薬（石硫黄）としている。

## 逸話
悦般国は北魏に遣使を送って朝献した際、「幻人」という者を一緒に送った。その幻人は人の喉脈を割いて断たせることができると称し、人の頭を撃って骨を陥没させ、皆或いは数升、或いは盈斗の血を出し、そこへある薬草を口の中に入れ、噛んで飲ませると、たちまち血が止まり、傷口は一月で元に戻り、傷痕が無くなると言う。太武帝はそのことを疑い、死刑囚を連れて来てこれを試すべく実験した。この薬草が中国の諸名山ならどこにでも生えているというので、太武帝は中国人にその術を伝授させてこれを厚遇した。また、悦般国には「大術者」という者がいて、柔然が抄掠に来たときには、術人が霖雨狂風大雪及び行潦を引き起こし、柔然の凍死漂亡者を12-13人出させたことがあるという。

## 参考資料
- 『魏書』（列伝第九十 西域）
- 『北史』（列伝第八十五 西域）